# Pariser Börse
Die Pariser Börse (auch französisch Paris Bourse oder Bourse de Paris) ist die einzige Börse Frankreichs. Das Unternehmen in Paris wird seit dem Jahr 2000 von Euronext betrieben.

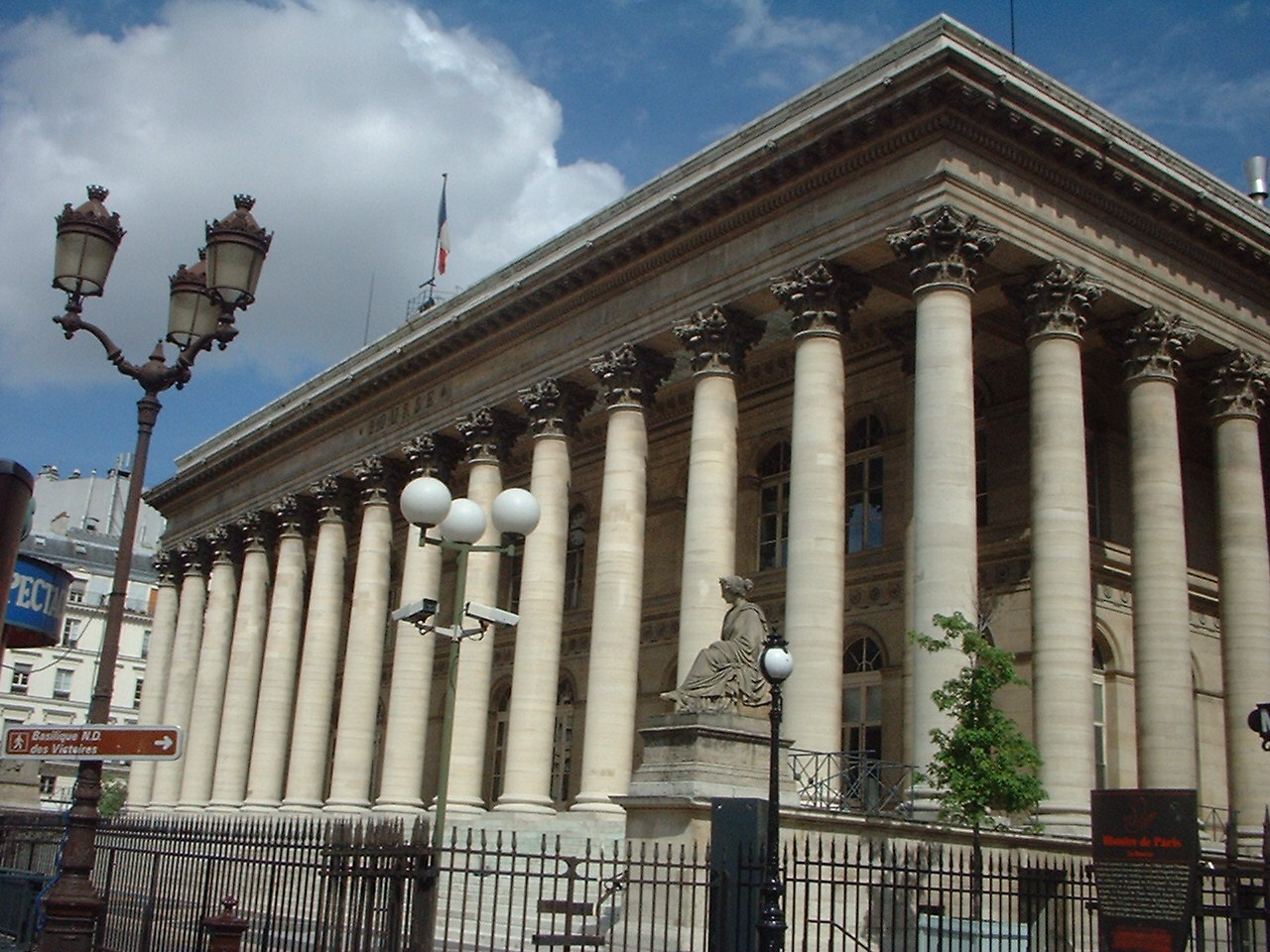
Das Palais Brongniart ist Sitz der Pariser Börse

## Geschichte
Ein erstes die Börsen behandelnde Dekret stammte von Karl IX., das im Juni 1572 die Warenbörse betraf. Karl IX. verlieh in diesem Dekret den in der Compagnie des agents de change vertretenen Maklern (französisch agents de change) erstmals den Charakter von Beamten. Die Makler mussten verschiedene Voraussetzungen erfüllen. Neben der französischen Staatsbürgerschaft musste für jeden Kandidaten, der gewählt wurde, die Zustimmung des französischen Finanzministeriums eingeholt werden. Die erste kommerzielle Pariser Börse gab es im Jahre 1639, als die Funktionen von Waren- und Aktienbörse getrennt wurden. Ein Dekret vom 2. April 1639 gab den Händlern die Bezeichnung Aktienhändler (französisch agents de change). Erst ein Dekret vom 24. September 1724 bestimmte die Gründung einer Wertpapierbörse (französisch la bourse), die ihre ersten Jahre bis 1789 in der rue Vivienne Nr. 6 im „Hôtel de la Compagnie des Indes“ verbrachte. Eine erstmalige Schließung der Börse erfolgte zwischen dem 27. Juni 1793 und dem 25. April 1795. Sie zog innerhalb der Stadt mehrfach um, zwischen 1789 und dem 27. Juli 1793 residierte sie in der nahegelegenen Galerie Vivienne, zwischen dem 10. Mai und dem 13. Dezember 1795 gastierte sie im Louvre, zwischen dem 7. Oktober 1807 und 23. März 1818 brachte man sie im Palais Royal unter, bevor sie ihre längste Zeit zwischen dem 6. November 1826 und dem 6. November 1998 im Palais Brongniart (auch Palais de la Bourse) verbrachte. Das Gebäude im antiken Tempelstil wurde erst kurz zuvor im November 1825 fertiggestellt. Das Palais beherbergte später die Derivatebörsen MATIF (französisch Marché à terme des Instruments Financiers) und MONEP (französisch Marché des Options Négociables de Paris).
Nach der kriegsbedingten Schließung im Jahre 1943 begann am 27. Juni 1949 wieder der Handel. Zwischen 1986 und 1989 entwickelte sie den Aktienindex CAC (französisch Cotation Assistée en Continu „fortlaufende Notierung“). Seit November 1998 befindet sich die Börse in La Défense, 14 Place des Reflets. Im September 2000 fusionierte sie mit den Börsen von Amsterdam, Brüssel und Lissabon zur Euronext.

## Indizes
Unter anderem folgende Indizes bilden Unternehmen der Pariser Börse ab:
- CAC 40
- CAC Next 20
- CAC Mid 60
- CAC Small
- CAC All tradable
- SBF 120

## Mitgliedschaften
Sie ist Teil der Sustainable Stock Exchanges Initiative.